# Липце (Єсеніце)
Липце (словен. Lipce) — поселення в общині Єсеніце, Горенський регіон, Словенія. Висота над рівнем моря: 554 м.